# Kostelec nad Labem (železniční zastávka)
Kostelec nad Labem je železniční zastávka a nákladiště, která se nachází v jižní části města Kostelec nad Labem v okrese Mělník. Zastávka a nákladiště leží v km 7,620 jednokolejné trati Čelákovice–Neratovice mezi stanicemi Brandýs nad Labem a Neratovice.

## Historie
Železnice se do Kostelce nad Labem dostala již v roce 1880, jednalo se však jen o vlečku z Neratovic do tamního cukrovaru. Trať z Čelákovic do Neratovic s nádražím Kostelec nad Labem však byla dána do provozu až 15. července 1899. Kostelec nad Labem byl od počátku železniční stanicí s přednostou. Dopravní služba byla v Kostelci nad Labem ukončena koncem 90. let 20. století, od té doby se jedná o zastávku a nákladiště.

## Popis zastávky a nákladiště
V zastávce je úrovňové jednostranné vnější nástupiště s pevnou hranou o délce 30 metrů, výška nástupní hrany je 200 mm nad temenem kolejnice. Cestujícím slouží čekárna v budově zastávky. Zastávka je vybavena osvětlovacími stožáry spínanými fotobuňkou. V kolejišti jsou dvě výhybky a dvě výkolejky. U zastávky ve směru na Brandýs nad Labem se v km 7,553 nachází železniční přejezd P2747 (silnice II/244), který je vybaven světelným přejezdovým zabezpečovacím zařízením bez závor s přejezdníky.